# Stora Abborrasjön (Skephults socken, Västergötland, 638437-132494)
Stora Abborrasjön är en sjö i Borås kommun och Marks kommun i Västergötland och ingår i Viskans huvudavrinningsområde. Sjön är 11,3 meter djup, har en yta på 0,179 kvadratkilometer och befinner sig 123,6 meter över havet.

## Delavrinningsområde
Stora Abborrasjön ingår i det delavrinningsområde (638940-132838) som SMHI kallar för Utloppet av Frisjön. Medelhöjden är 144 meter över havet och ytan är 55,21 kvadratkilometer. Räknas de 5 avrinningsområdena uppströms in blir den ackumulerade arean 150,33 kvadratkilometer. Häggån som avvattnar avrinningsområdet har biflödesordning 2, vilket innebär att vattnet flödar genom totalt 2 vattendrag innan det når havet efter 84 kilometer. Avrinningsområdet består mestadels av skog (69 %). Avrinningsområdet har 7,86 kvadratkilometer vattenytor vilket ger det en sjöprocent på 14,2 %.